# Burg Schwarzenberg (Elsass)
Die Burg Schwarzenberg (französisch Château de Schwar(t)zenbourg) ist die Ruine einer Höhenburg bei Griesbach-au-Val im Département Haut-Rhin im Elsass. Sie steht auf 540 Höhenmetern über dem Münstertal.

## Geschichte
Die Erstnennung der Burg erfolgte im Jahr 1261. Vermutlich hatte Walter von Geroldseck, der Bischof von Straßburg, den Bau im Baseler Einflussbereich angeordnet, um sich gegenüber der Abtei Münster Geltung zu verschaffen. Nach der Schlacht von Hausbergen 1262 ging die Burg in den Besitz des Bischofs von Basel über. 1293 wurde der seit 1282 amtierende Schultheiß von Colmar, Walter Rösselmann, im Bergfried inhaftiert und verstarb dort im Folgejahr. 1301 übernahm Johann von Wartenfels als Kastellan die Burg, 1341 folgten die Münch von Landskron – jeweils Vasallen des Bistums Basel. Im Jahr 1402 befand sich Burg Schwarzenberg in Händen der Beger von Geispolsheim, welche die Burg 1479 erneuerten. Bis zum Aussterben der Familie 1532 kam es mehrfach zu Auseinandersetzungen mit der Abtei Münster, so in den Jahren 1435 und 1522. Im Dreißigjährigen Krieg wurde das Burggelände von 1633 bis 1636 von französischen Truppen besetzt, 1651 folgte die württembergische Armee. Während des Ersten Weltkriegs nutzte die deutsche Artillerie die Ruine als Beobachtungsposten und errichtete in ihr ein Blockhaus.

## Beschreibung

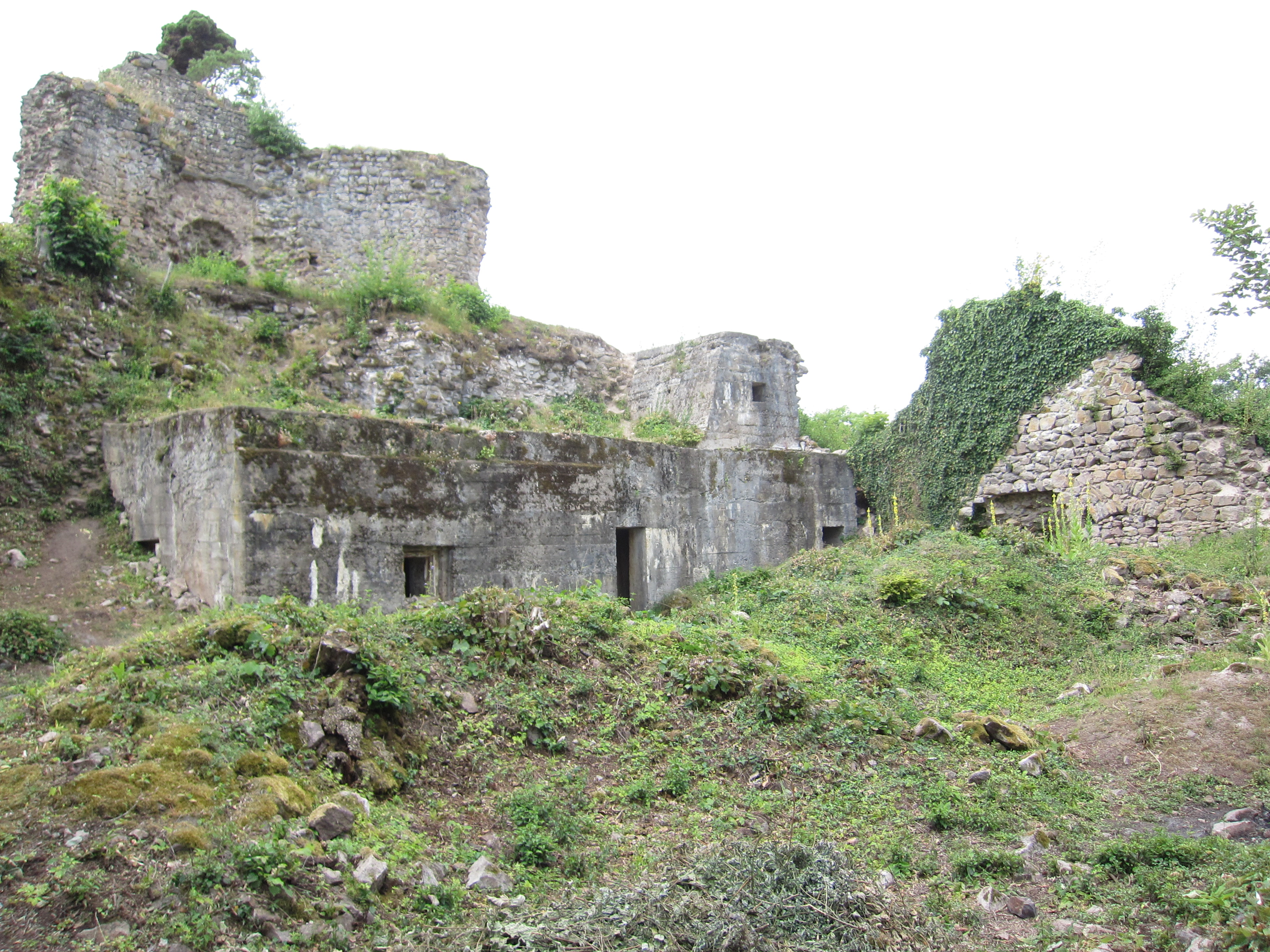
Das „Blockhaus“ aus dem Ersten Weltkrieg

Ein breiter und tiefer Halsgraben umgibt die Ruine im Süden. Im Südwesten befindet sich der Überrest eines Rundturms, der durch eine noch gut sichtbare, nach außen gebogene Mauer (wohl Schildmauer) mit einem zweiten, nicht mehr existenten Rundturm im Süden verbunden war. Im Nordwesten und Südosten der Anlage haben sich zum Teil noch erhebliche Mauerreste erhalten, im Norden findet sich ein Rondell. Im Innenhof steht an die Südwestmauer angelehnt das „Blockhaus“ aus dem Ersten Weltkrieg.